# Axinyssa aurantiaca
Axinyssa aurantiaca är en svampdjursart som först beskrevs av Schmidt 1864.  Axinyssa aurantiaca ingår i släktet Axinyssa och familjen Halichondriidae.
Artens utbredningsområde är Adriatiska havet. Inga underarter finns listade i Catalogue of Life.